# Hochlaufgeber

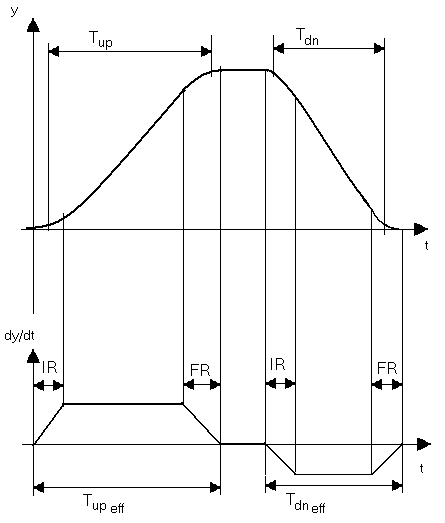
Spannungsverlauf, der durch den Hochlaufgeber geglättet wurde. Parameterliste:
- Hochlaufzeit T_{up}
- Rücklaufzeit T_{dn}
- Anfangsverrundung IR
- Endverrundung FR
- Effektive Hochlaufzeit T_{up eff} = T_{up} + (IR/2 + FR/2)
- Effektive Rücklaufzeit T_{dn eff} = T_{dn} + (IR/2 + FR/2)

Ein Hochlaufgeber ist eine Funktionalität, die bei elektrischen Generatoren oder elektrischen Motoren verwendet wird. Durch den Hochlaufgeber ist es möglich, eine sprunghafte Sollwertänderung der Beschleunigung so zu beschränken, dass Laststöße vermieden werden, die der elektrischen Maschine schaden könnten. Es ist dabei die Angabe einer Hoch- und Rücklaufzeit möglich. Berechnet werden diese Werte durch die Maximaldrehzahl aus der Parameterliste. Manche Hochlaufgeber haben auch die Möglichkeit eines sogenannten Schnellhaltes, der z. B. nach der Betätigung eines Notausschalters zu einem schnellen, geführten Stillstand kommt.

## Implementierung
Ursprünglich wurden Hochlaufgeber mit analoger Hardware realisiert. Heutzutage wird die Funktionalität meist mittels Software umgesetzt.